# Chupim (programa de rádio)
O Chupim é um programa de humor da rádio Metropolitana FM exibido desde 29 de novembro de 1996 em que tradicionalmente são apresentados trotes telefônicos junto às melhores músicas da programação. Atualmente, em formato híbrido (tanto no rádio, quanto no YouTube), recebem convidados famosos. Seu apresentador principal, Marcelo Barbur, tem como nome artístico Beby, e é atualmente auxiliado por Barthô (Fernando Xavier) e pelo cantor Biel, que começou a fazer parte em junho de 2022. Seu horário de transmissão é de segunda à sexta das 18h às 20h. Além de trotes, e notícias do dia, o programa conta com um quadro de fofocas, intitulado: “Picuinhas” que é comandado pelo Jornalista Alessandro Lo bianco. A participação de ouvintes sempre foi característica do programa, alguns tornaram-se "famosos" por conseguirem ligar vários dias e serem engraçados, outros até já foram contratados como apresentadores, como Marcos Alcântara (Veneno) e Butantã.
Com a chegada do Facebook, o Chupim chegou a ser um dos únicos programas em que o ouvinte interagia diretamente com os apresentadores em seus respectivos perfis.[carece de fontes?]
Atualmente, o Programa é transmitido no FM em 98.5 e no YOUTUBE no Canal "Chupim Metropolitana".  

## História
O nome "Chupim" nasceu em 1996, de uma brincadeira dos locutores. Na época, a rádio estava em um andar vazio com apenas a mesa de som e um transmissor fazendo parte do cenário; a mesa de som apresentava um problema (não entrava estéreo), então o pessoal da rádio tinha que colocar a mão no cabo na parte de trás para corrigir o problema. No entanto, o problema persistia e os responsáveis da rádio ficavam até se cansar segurando o cabo, falando comumente um para o outro "é sua vez, Chupim". Jayr Sanzone, que fazia a Merlinda na época, foi quem começou com a brincadeira. Dudu Milk (atualmente na Record News), locutor e Alexandre Di Monaco, jornalista (primeiro Juninho), foram os primeiros integrantes desta façanha.  No entanto, outras origens já foram apresentadas, com uma delas associando "chupim" ao pássaro com este nome.
Em novembro de 2000, Beby caiu em uma pegadinha do Telegrama Legal do programa Domingo Legal, que foi dirigido a ele devido ao alto sucesso do Chupim.
Os trotes com imitações do ex-presidente da república Lula feitas pelo apresentador Bartô em novembro de 2009  chegaram a ir para o gabinete de Segurança da Presidência da República (SPP) e ao Gabinete de Segurança Institucional (GSI), por conta de entrevistas dadas a rádios de outros países se passando pelo próprio presidente. A descoberta do falso Lula teve repercussão na mídia internacional.
Em entrevista ao site BOL em fevereiro de 2011, Beby disse que depois que o programa passou a ter estilo de humor mais leve o número de processos judiciais contra o programa diminuiu muito, enquanto que no passado, o Chupim era conhecido por realizar trotes com conteúdos considerados na época muito ofensivos. A partir do ano seguinte, o logotipo do programa também foi mudado.

## Apresentadores

### Atuais
| Apelido | Nome real       | Período(s)                                  |
| ------- | --------------- | ------------------------------------------- |
| Beby    | Marcelo Barbur  | 1996–presente                               |
| Barthô  | Fernando Xavier | 1998–2000 2002–2003 2008–2014 2017–presente |
| Biel    | Gabriel Araújo  | 2022-presente                               |
| Tutu    | Arthur Pires    | 2023-presente                               |

### Antigos
| Apelido              | Nome real            | Período(s)                              |
| -------------------- | -------------------- | --------------------------------------- |
| Judith               | Ricardo Tofanelo     | 2003–2005 2007–2008 2010–2011 2014–2017 |
| Judith               | Victor Zeni          | 2018-2020                               |
| Polly                | Amanda di Polly      | 2006                                    |
| Barbie               | Amanda Bello         | 2009–2013                               |
| Bella                | Luiza de Sá Nunes    | 2013                                    |
| Bronca               | Fabrício Rinaldi     | 2014                                    |
| Butantã              | nome desconhecido    | 2005–2006                               |
| Diva                 | Paola Vettori        | 2009                                    |
| Duda Milk            | Willian Leite        | 1996–1997                               |
| Fefê                 | Fernanda Kokobun     | 2011–2012                               |
| Nanda                | Fernanda França      | 1997–1999                               |
| Juninho              | Alexandre Di Monaco  | 1996–1997                               |
| Juninho              | Renato Freitas       | 1997–2009 2011–2012                     |
| Léo                  | Léo Áquilla          | 2009–2011                               |
| Mano Cleiton         | Cleiton Badam        | 2009                                    |
| Mel                  | Leticia Barabba      | 2005–2006                               |
| Merlinda             | Jayr Sanzone         | 1996–2002                               |
| Pércia               | Pércia Meneses       | 2013–2014                               |
| Rutinha              | Ruth Romcy           | 2001–2003                               |
| Thatha               | Thaís Pessoa         | 2007–2008 2014–2015                     |
| Tonhão               | Antônio              | 1997–1998                               |
| Marcela Tavares      | Marcela Tavares      | 2020                                    |
| Veneno               | Marcos Alcântara     | 2005–2007 2010–2012 2015–2019           |
| Aaron Tura           | Aaron Tura           | 2021 - 2021                             |
| Alessandro Lo bianco | Alessandro Lo bianco | 2021 - presente                         |